# 市民病院前駅
市民病院前駅（しみんびょういんまええき）は、岐阜県岐阜市鹿島町にあった、名古屋鉄道鏡島線の駅。
岐阜市民病院の移転新築に合わせて設置された駅である。利用者は多かったという。

## 歴史
鏡島線が1924年に開業した時には存在せず、1941年に新設された。当駅を含む鏡島線の千手堂駅 - 森屋駅間ははじめ専用軌道による区間であったが、1950年に併用軌道に切り替えられている。しかし鏡島線はモータリゼーションの影響を受けて1964年に廃止、当駅も廃駅となった。
- 1941年（昭和16年）10月21日 - 開業[2]。
- 1950年（昭和25年）
  - 6月10日 - 併用軌道化の工事のため、当駅を含む千手堂駅 - 森屋駅間が休止[3]。道路が拡幅され、専用軌道から道路中央の併用軌道に変更[4]。
  - 7月11日 - 工事が完了し、営業再開[3]。
- 1964年（昭和39年）10月4日 - 鏡島線の廃止により駅廃止[2][5]。

## 駅構造
- 併用軌道上に単式1面1線の乗り場があった。駅舎は無かったという。

## 隣の駅
名古屋鉄道
鏡島線
本荘駅 - 市民病院前駅 - 森屋駅